# Camponotus andrei
Camponotus andrei é uma espécie de inseto do gênero Camponotus, pertencente à família Formicidae.

## Subespécies
- C. a. andrei
- C. a. cholericus